# George Lamb (homme politique)
George Lamb (11 juillet 1784-2 janvier 1834) est un homme politique et écrivain britannique .

## Biographie
Il est le plus jeune fils de Peniston Lamb (1er vicomte Melbourne), et de sa femme Elizabeth, et le frère de William Lamb, 2e vicomte Melbourne, Frederick Lamb (3e vicomte Melbourne), et Emily Lamb, comtesse Cowper. Il fait ses études au Collège d'Eton et à Trinity College, Cambridge, où il obtient son diplôme de maîtrise en 1805 .
Le 17 mai 1809, il épouse Caroline Rosalie Adelaide St. Jules, la fille illégitime de William Cavendish (5e duc de Devonshire), et de sa maîtresse (et éventuellement sa deuxième épouse) Lady Elizabeth Foster. En 1805, son frère William épouse la cousine de Caroline, Lady Caroline Ponsonby, dont la liaison avec le poète Lord Byron l'a amenée à le décrire comme "fou, mauvais et dangereux à connaître". Il n'a pas d'enfants 
Il est devenu avocat au Lincoln's Inn et est député de Westminster de mars 1819 à mars 1820 et de Dungarvan de 1822 jusqu'à sa mort. Il sert dans l'administration de Charles Grey (2e comte Grey) en tant que sous-secrétaire d'État au ministère de l'Intérieur de 1830 jusqu'à sa mort.
Son opéra comique Whistle pour elle a été produit en 1807, et ses adaptations de Timon d'Athènes en 1816. Son œuvre la plus importante, une traduction des poèmes de Catulle, est publiée en 1821.